# Organyà

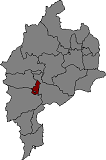
Położenie gminy na mapie comarki Alt Urgell

Organyà – miejscowość w Hiszpanii, gminna w Katalonii, w prowincji Lleida, w comarce Alt Urgell.
Powierzchnia gminy wynosi 11,54 km². Zgodnie z danymi INE, w 2005 roku liczba ludności wynosiła 960, a gęstość zaludnienia 83,2 osoby/km². Wysokość bezwzględna gminy równa jest 558 metrów. Współrzędne geograficzne Organyà to 42°12'46"N, 1°19'46"E.

## Dynamika populacji
- 1900 – 1002
- 1930 – 1036
- 1950 – 1087
- 1970 – 1142
- 1986 – 1079
- 1991 – 1049
- 1996 – 1010
- 2001 – 962
- 2004 – 935
- 2005 – 960